# Teucrium rouyanum
Teucrium rouyanum là một loài thực vật có hoa trong họ Hoa môi. Loài này được Coste & Soulié miêu tả khoa học đầu tiên năm 1897.